# Miareczkowanie Karla Fischera

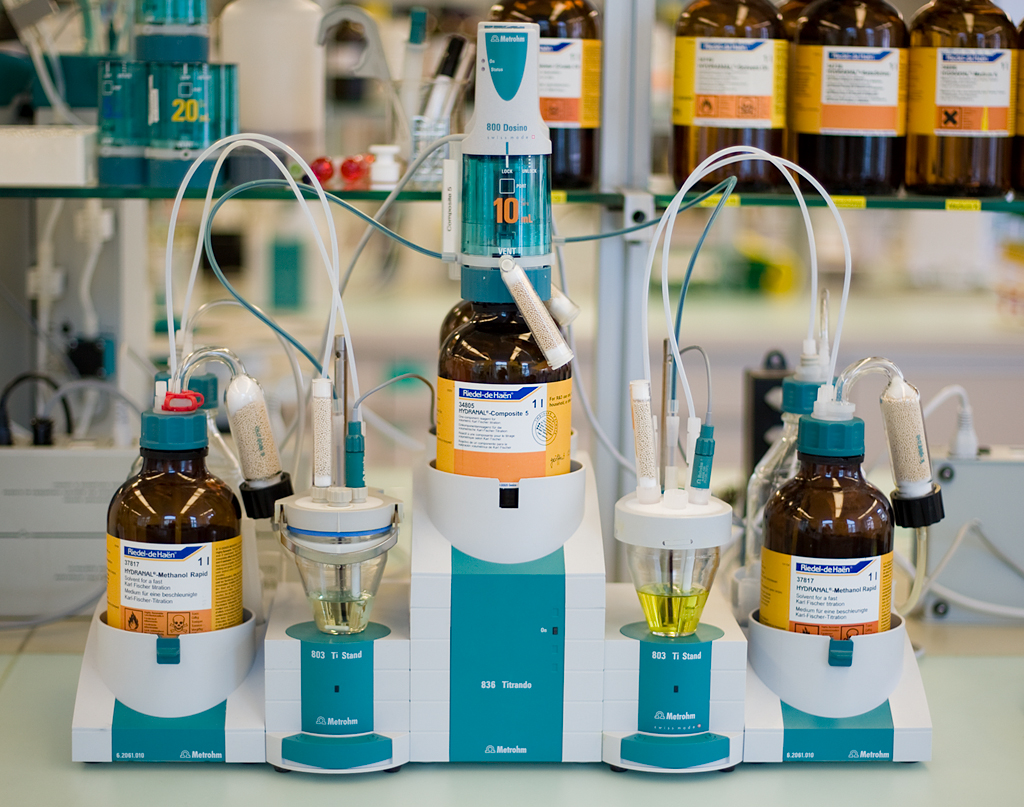
Miareczkowanie Karla Fischera.

Miareczkowanie Karla Fischera – metoda miareczkowania w chemii analitycznej do oznaczania niewielkich ilości wody w próbce. Metoda ta zaliczana jest do akwametrii. W metodzie tej stosuje się miareczkowanie kulometryczne lub wolumetryczne. Metodę opracował w 1935 roku niemiecki chemik Karl Fischer (1901–1958).

## Miareczkowanie kulometryczne
W modelach z diafragmą roztwór anodowy i katodowy oddzielone są od siebie przegrodą ze spieku ceramicznego. W głównej komorze naczynia miareczkowego znajduje się roztwór anodowy z analitem. Roztwór anodowy zawiera alkohol (ROH), zasadę (B), SO
2 i I
2. Typowymi alkoholami, stosowanymi w tej metodzie, są metanol lub eter etylowy glikolu dietylenowego (EtO(CH
2)
2O(CH
2)
2OH), często stosowaną zasadą jest imidazol.
W naczyniu miareczkowym znajduje się mniejsza komora z katodą i katolitem, zanurzona w roztworze anodowym z głównej komory. Jej dno stanowi diafragmę utrudniającą mieszanie się roztworów, dzięki czemu wygenerowane na anodzie cząsteczki jodu nie są redukowane do jodków, lecz reagują z wodą. W roku 1989 wprowadzono do handlu modele bez diafragmy, prostsze w obsłudze, lecz nie nadające się do niektórych zastosowań.
Po przyłożeniu do platynowej anody odpowiedniego napięcia w obwodzie zaczyna płynąć prąd. Przepływ prądu powoduje generowanie jodu I
2. Przedstawiona poniżej reakcja jest reakcją utlenienia SO
2 przez I
2. Jeden mol I
2 przypada na jeden mol H
2O (2 mole elektronów przypada na jeden mol wody).
B·I
2 + B·SO
2 + B + H
2O  →  2BH+
I−
 + BSO
3
BSO
3 + ROH  →  BH+
ROSO−
3
Metodą powszechnie używaną do detekcji punktu końcowego jest metoda bipotencjometryczna. Druga para elektrod platynowych jest zanurzona w roztworze anodowym. W obwodzie detekcyjnym w trakcie miareczkowania pomiędzy elektrodami detekcyjnymi utrzymywany jest stały prąd. Przed punktem równoważnikowym roztwór zawiera I−
 i bardzo małą ilość I
2. W punkcie równoważnikowym pojawia się nadmiar I
2 co powoduje nagły spadek napięcia. Ilość prądu potrzebną do wygenerowania I
2 w celu osiągnięcia punktu końcowego można użyć do obliczenia zawartości wody w próbce.

## Miareczkowanie wolumetryczne
W miareczkowaniu wolumetrycznym wykorzystywane są te same zasady jak w miareczkowaniu kulometrycznym, z tą jednak różnicą, że wymieniony powyżej roztwór anodowy staje się titrantem. Titrant zawiera alkohol (ROH), zasadę (B), SO
2 i I
2 o znanym stężeniu.
Jeden mol I
2 jest zużywany w trakcie miareczkowania jednego mola H
2O. Reakcja chemiczna przebiegająca w trakcie miareczkowania jest dokładnie taka sama jak przedstawiona powyżej. Detekcja punktu końcowego odbywa się również za pomocą metody bipotencjometrycznej.

## Zalety analizy
Popularność miareczkowania Karla Fischera wynika w znacznej mierze z jego przewagi nad innymi metodami oznaczania wilgoci. Do zalet tej metody należą:
- wysoka dokładność i precyzja
- selektywność w stosunku do wody
- wymagane niewielkie ilości próbki
- łatwe przygotowanie próbki
- krótki czas trwania analizy
- praktycznie nieograniczony zakres pomiarowy (od 1ppm do 100%)
- przydatność do badania:
  - próbek stałych
  - próbek ciekłych
  - gazów
- brak wpływu ze strony innych substancji lotnych
- możliwość automatyzacji.

W przeciwieństwie do tej metody, w metodzie oznaczania straty przy suszeniu na wynik oznaczenia wpływa również strata innych substancji lotnych.